# 許安東
許安東（1948年10月5日—），屏東人，臺灣國家游泳隊教練，台北縣游泳隊總教練，國立台灣大學游泳隊教練。在全國運動會中領導臺北縣游泳隊，締造多項全國紀錄。而於國際賽事中，學生亦多有佳績，於亞運、東亞運動會，也有優秀的表現。
1972年台灣師大畢業，分發至北市南門國中任教，兩年後轉任台灣大學助教，1997年升任正教授。1980年、1982年獲教育部甄派赴美進修游泳訓練課程。一九九三年獲體總甄選赴美進修游泳裁判課程。具國家級游泳教練、裁判、美國游泳教練協會（ASCA）游泳教練及國際游泳總會（FINA）游泳裁判資格。自1988年擔任國家代表隊教練迄今。曾多次獲台北縣政府、中華泳協、中華嘉新、徐亨文教基金會、教育部學產基金會等傑出教練獎。

## 經歷
國立臺灣大學體育教授
「2000年雪梨奧運」游泳代表隊教練

## 榮譽
八十九年優秀游泳教練精英獎

## 傑出學生
- 吳念平
- 楊尚軒
- 林蔓繻
- 王韋文
- 簡瑞庭
- 林庭瑋
- 廖雅函
- 聶品潔
- 傅筱涵